# Mimandria rhusiodocha
Mimandria rhusiodocha är en fjärilsart som beskrevs av Louis Beethoven Prout 1934. Mimandria rhusiodocha ingår i släktet Mimandria och familjen mätare. Inga underarter finns listade i Catalogue of Life.